# Chodelka
Die Chodelka ist ein rechter Zufluss der Weichsel in der Woiwodschaft Lublin in Polen.

## Geografie
Die Chodelka entspringt in der Umgebung des Dorfs Kłodnica Górna rund 32 km südwestlich von Lublin. Sie fließt von dort generell in nordwestlicher Richtung und erreicht nach einem Lauf von 49,3 km durch die Mesoregion der Kotlina Chodelska südlich der Stadt Kazimierz Dolny die Weichsel. Ihr Einzugsgebiet wird mit 566,3 km² angegeben.